# Текстуална авантура
Текстуалне авантуре су врста видео-игара у којима играч користи текст за комуникацију са ликовима или околином. Основна карактеристика текстуалних авантура је да је интерфејс искључиво текстуалан.
Као комерцијални производ, текстуалне авантуре су доживеле свој врхунац 1980их година, са појавом кућних рачунара. С обзиром да први кућни рачунари нису имали велике графичке могућности, а имали су малу брзину рада, текстуалне авантуре су постале широко прихваћене, чак и на системима слабијих перформанси као што је CP/M.
У данашње време текстуалне авантуре нису комерцијално запажене. Наравно, ентузијасти и данас стварају нове текстуалне авантуре користећи бесплатно доступне програме.